# Xystrocera carinipennis
Xystrocera carinipennis är en skalbaggsart som beskrevs av Stefan von Breuning 1957. Xystrocera carinipennis ingår i släktet Xystrocera och familjen långhorningar. Inga underarter finns listade i Catalogue of Life.